# Dysdera ventricosa
Dysdera ventricosa là một loài nhện trong họ Dysderidae.
Loài này thuộc chi Dysdera. Dysdera ventricosa được miêu tả năm 1959 bởi Grasshoff.